# Залмоксес
Залмоксес (лат. Zalmoxes, от др.-греч. Ζάλμοξις, За́лмоксис) — род птицетазовых динозавров из семейства Rhabdodontidae инфраотряда орнитопод, живших в конце мелового периода (маастрихт, около 67 миллионов лет назад), на территории нынешней Европы. Ископаемые остатки динозавра найдены во Франции, Австрии и Румынии.
Первые окаменелости, относящиеся к роду Zalmoxes, были обнаружены в 1895 году в родовом поместье известного авантюриста Франца Нопчи. В 1899 году он назвал типовой вид — Mochlodon robustum. Позднее отнёс материал к роду Rhabdodon. В 2003 году американский палеонтолог Дэвид Б. Вейшампель (David B. Weishampel) выделили новый род Zalmoxes с типовым видом Z. robustus и его сестринский вид Z. shqiperorum. Родовое название давно в честь дакийского божества — За́лмоксиса. Вид Camptosaurus inkeyi является синонимом Zalmoxes robustus.
Zalmoxes robustus достигал 3 метра в длину, имел массу около 100 килограммов и был значительно меньше своих ближайших родственников. По словам Нопчи, небольшой размер животного стал следствием островной карликовости — явление, при котором величина животных, обитающих на островах без хищников и в условиях дефицита корма, существенно уменьшается. Являлся двуногим (по способу передвижения) растительноядным животным. Обладал относительно большим и крепким черепом. Второй вид Zalmoxes shqiperorum был немного крупнее, около 4,5 метра в длину.
Дэвид Б. Вейшампель отнёс род Zalmoxes к новому семейству Rhabdodontidae, в которое также вошли Rhabdodon и Mochlodon, с указанием семейства в качестве сестринского таксона кладе Iguanodontia. Однако более поздние кладистические анализы указывают на то, что Rhabdodontidae являются эндемичным семейством европейских базальных игуанодонтов мелового периода, и одними из наиболее распространенных и многочисленных наземных позвоночных, населявших европейский архипелаг позднего мелового периода. В этом случае род Zalmoxes являться базальным игуанодонтом.